# Głęboki Bród
Głęboki Bród – wieś w Polsce położona w województwie podlaskim, w powiecie sejneńskim, w gminie Giby. Leży nad Czarną Hańczą, przy drodze krajowej nr 16.
W latach 1954–1972 wieś należała i była siedzibą władz gromady Głęboki Bród. W latach 1975–1998 miejscowość administracyjnie należała do województwa suwalskiego.
Przez miejscowość przebiega droga krajowa nr 16.